# Tritlenek radonu
Tritlenek radonu (nazwa Stocka: tlenek radonu(VI)), RnO3 – nieorganiczny związek chemiczny, jeden z nielicznych udokumentowanych związków radonu.
Prowadzone w latach 70. XX wieku próby otrzymania tego związku na drodze reakcji izotopu radonu-226 z silnie utleniającymi kwasami, takimi jak HNO3 oraz HClO4 w obecności XeO3 jako nośnika, zakończyły się niepowodzeniem.
Otrzymanie RnO3 zostało po raz pierwszy ogłoszone w 1981 roku przez rosyjski zespół naukowców kierowany przez W.W. Awrorina. Według tych badaczy w wyniku termicznie indukowanej reakcji radonu z fluorem w roztworze pentafluorku bromu i w obecności fluorku sodu lub fluorku niklu(II) jako katalizatorów, z zastosowaniem śladowych metod radiochemicznych prowadzenia reakcji, powstawał fluorek radonu(IV) lub fluorek radonu(VI). Po hydrolizie wodnym roztworem tritlenku ksenonu powstawał dający się odwirować osad, najprawdopodobniej zawierający RnO3. Z wynikami tymi polemizował Stein, który próbował powtórzyć to doświadczenie, jednak osadu nie otrzymał. Zasugerował on, że być może Rosjanie otrzymali kompleks [RnF]+2[NiF6]2−.
Zespół Awrorina przeprowadził próby współstrącania RnO3 z CsXeO3F z roztworów powstałych w wyniku hydrolizy produktów wspomnianej wyżej reakcji radonu z fluorem w roztworze BrF5 w obecności NaF. W wyniku tych prób rosyjscy naukowcy zadeklarowali, że RnO3 jest izomorficzny z CsXeO3F i otrzymanie przez nich tritlenku radonu w doświadczeniu opisanym w 1981 roku zostało potwierdzone. W toku dalszych badań stwierdzili oni, że w przypadku dużego stężenia jonów F− tritlenek radonu się nie wytrąca i podali to jako prawdopodobną przyczynę niepowodzenia doświadczenia Steina.
W kolejnej serii badań, wykorzystujących współstrącanie z roztworów hydrolizatów oraz separację za pomocą ultrawirówek oraz pomiary kinetyczne rozkładu związków zawartych w tych roztworach, uzyskano dalsze dowody, że wytrącanym związkiem był rzeczywiście RnO3. W wyniku kolejnych badań, wykorzystujących elektromigrację jonów w roztworach hydrolizatów o pH > 5, stwierdzono obecność pochodnych tritlenku radonu – kationów HRnO+3 oraz anionów HRnO−
4.